# Kaimana
Kaimana is een kleine havenstad en onderdistrict (Indonesisch: kecamatan) in de Indonesische provincie West-Papoea in het westen van het eiland Nieuw-Guinea. Het is de hoofdplaats van het gelijknamige regentschap Kaimana en telt 5000 inwoners.

## Vervoer

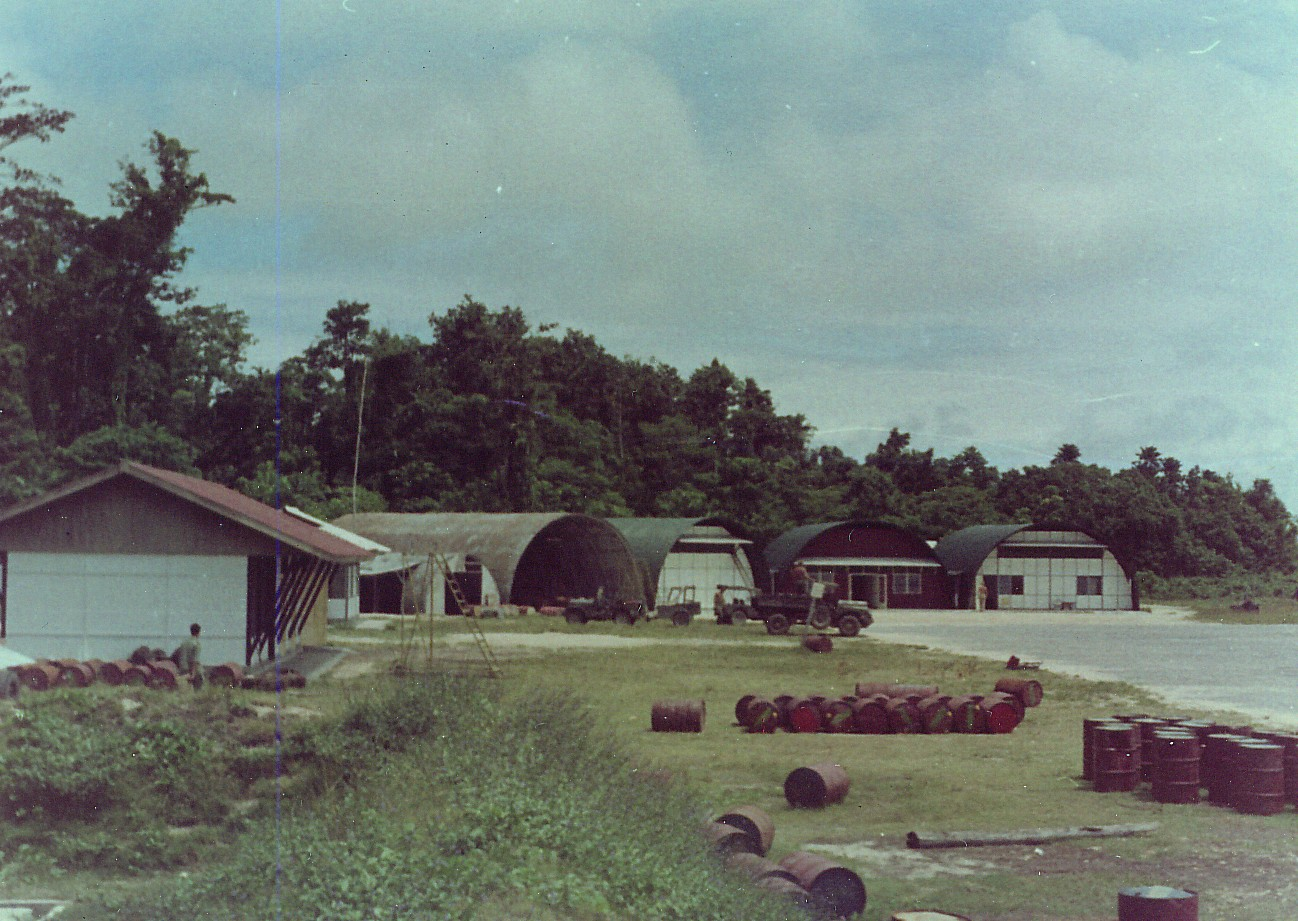
De Luchthaven Kaimana in 1962

Kaimana heeft een eigen luchthaven, vanwaar de Indonesische maatschappijen Lion Air en Merpati Nusantara Airlines verbindingen verzorgen met Ambon, Fakfak, Manokwari en Sorong.
Arguni Bawah · Buruwai · Kaimana · Kambrauw · Teluk Arguni · Teluk Etna · Yamor